# Munther Abdulla
Munther Abdulla (ur. 12 stycznia 1975) – emiracki piłkarz występujący podczas kariery na pozycji pomocnika.

## Kariera klubowa
Podczas piłkarskiej kariery Munther Abdulla występował w Al-Wasl Dubaj. Z Al-Wasl zdobył Mistrzostwo Zjednoczonych Emiratów Arabskich w 1997 i Puchar Emira w 1997.

## Kariera reprezentacyjna
Munther Abdulla występował w reprezentacji ZEA. W 1996 uczestniczył w Pucharze Azji, który był rozgrywany na stadionach w Zjednoczonych Emiratach Arabskich. Reprezentacja ZEA zajęła na tym turnieju drugie miejsce. Na turnieju wystąpił we wszystkich sześciu meczach z Koreą Południową, Kuwejtem, Indonezją, Irakiem, ponownie Kuwejtem i Arabią Saudyjską. 
W 1997 roku uczestniczył w eliminacjach do Mistrzostw Świata 1998 oraz w Pucharze Konfederacji. Na tej ostatniej imprezie wystąpił we wszystkich trzech meczach ZEA z Urugwajem, RPA i Czechami.